# 72小時黃金行動
《72小時黃金行動》（英語：72 Hour Gold Operation）是一部2023年上映的香港犯罪動作片，由王華民執導，由謝天華、洪卓立及何佩瑜領銜主演，由林雪、羅欣馨、王靜宇、朱輝戈、歐陽仲豪及周志文聯合演出，並由顏仟汶特別客串。故事講述身為中國公安的唐飛與眾下屬和對決犯罪組職「門徒」首領劉百川，兩人為了各自的目的而展開交鋒。

## 剧情
《72小時黃金行動》圍绕著犯罪組職「門徒」的故事，首領劉百川（洪卓立 饰）是犯罪組職「門徒」的幕后主腦，性格十分狠辣，而中國公安唐飛（谢天华 饰），被上司派往瓦解犯罪組職「門徒」，随着一场美人計及假扮賭徒的任务，成功在負責大筆交易的鬼叔（林雪 饰）的手機裏安裝偷聼器，但后期随着劉百川的反擊，唐飛的下屬石磊亦遭遇害，唐飛決定和劉百川展开一场正邪交锋……

## 演員
- 謝天華[2]飾演 唐飛：公安民警，為人正義，劉百川之天敵（石磊、田甜、田甜的上司）
- 何佩瑜[2]飾演 田甜：公安民警（唐飛下屬）
- 洪卓立[2]飾演 劉百川（犯罪組職「門徒」幕后主腦，本作終極大反派）
- 林雪[2]飾演 陳淳義（鬼叔）（負責「門徒」的大筆交易）
- 羅欣馨 飾演 楊麗（百川集團員工）
- 李興華 飾演 石磊：公安民警（唐飛下屬）
- 王靜宇 飾演 小方（唐飛下屬）
- 鍾翰寧 飾演 小宋（唐飛下屬）
- 朱輝戈 飾演 劉局長（公安隊長）
- 歐陽仲豪 飾演 豪Dee
- 周志文 飾演 胡律師（劉百川代表律師）
- 劉曉超 飾演 楊立超
- 王瑞琦 飾演 王詠琳
- 顏仟汶（特別客串） 飾演 大排檔老闆娘
- 黃漢欽 飾演 黃漢欽
- 潘東 飾演 特警隊長
- 黃偉倫 飾演 掃毒隊長
- 鄒男 飾演 陳組長

## 製作
《72小時黃金行動》由王華民執導，王華民及陳紅濤監製，以警匪動作為題材。2021年6月21日，劇組舉行開鏡拜神儀式，並在佛山開拍，對外宣布了演出陣容：謝天華、洪卓立、何佩瑜、林雪。其中謝天華會飾演公安民警；，並對外公佈會由曾獲得第39屆香港電影金像獎最佳動作設計提名的錢家班作為專業飛車設計指導。

## 外部連結
- 豆瓣电影上《72小時黃金行動》的資料 （简体中文）